# Quentin Ménard
Quentin Ménard a occupé le siège d'archevêque de Besançon de 1439 à 1462. Originaire de Flavigny-sur-Ozerain, il avait antérieurement exercé les fonctions de trésorier de la Sainte-Chapelle à Dijon, puis de prévôt à Saint-Omer. Bénéficiant de l'appui du duc de Bourgogne Philippe le Bon dont il a été le conseiller auprès du roi de France, il est ensuite nommé à Besançon où son ministère sera marqué par un très important conflit avec les citoyens de la ville, alors qu'il revendique des fonctions temporelles. Il devra prendre la fuite à la suite de la destruction par la population de son château de Bregille. Son autorité ne sera rétablie qu'après une intervention du Pape. L'hostilité à son égard perdurant, il n'effectuera que de courts séjours à Besançon et décède au château de Gy.
Il est inhumé dans la cathédrale Saint-Étienne de Besançon. Son tombeau sera détruit lors de la destruction de l'édifice en 1674.

## Compléments